# Unalaska (Roman)
Unalaska ist der Debütroman der  amerikanischen Schriftstellerin Cindy Dyson. Er beschreibt teilweise autobiographisch die Erlebnisse der jungen Brandy, die ihrem Freund auf die Aleuten-Insel Unalaska folgt.

## Rezeption
Lutz Bunk schreibt in seiner Rezension auf Deutschlandfunk-Kultur: Cindy Dyson ist eine hervorragende Beobachterin der amerikanischen Gesellschaft: in dem Kapitel „nimmt sich eine Minute“, in dem sie einen Vater beschreibt, der Alkoholiker geworden ist, erreicht ihre Sprache die Qualität und die literarische Tiefe von John Steinbeck. Und in den Passagen der Killerinnen-Saga wird ihre Sprache vollkommen zeitlos, schlicht, sehr archaisch und surreal. „Unalaska“ ist ein gelungener Spagat zwischen Szene-Sprache und Shakespeares „Macbeth“.